# تروریسم در نروژ
تروریسم در نروژ (انگلیسی: Terrorism in Norway) اشکال متفاوتی را دربرگرفته‌است.

## تهدیدات تروریسم در نروژ
تهدیدات تروریسم در نروژ بقرار زیر است ولی محدود به این عوامل نمی‌شود.

### ۱۹۷۳
تهدید ترور در جریان بحران نفت در سال ۱۹۷۳. جبهه مردمی برای آزادی فلسطین (PFLP) در نروژ حضور داشت و آماده بود به پالایشگاه نفت که در خارج از توسنبرگ قرار داشت ضربه بزند. پلیس بعد از پی بردن به این طرح اعلام آماده باش کرد و باعث شد که گروه از این کار منصرف شد (PFLP بجای آن به تأسیسات نفتی در سنگاپور حمله کرد)
ترور در لیلهامر توسط موساد، جایی که یک نفر از اطلاعات اسرائیل یک خدمتکار مراکشی به نام احمد بوچیکی را در سال ۱۹۷۳ ترور کرد. این ترور به عنوان اولین حمله ضد تروریستی مرگبار در خاک نروژ در تاریخ معاصر بحساب می‌آید. ارلینگ فولکورد و کارستن توماسن این ترور را تروریسم دولتی توصیف کردند.

### ۱۹۸۲ تا ۱۹۸۵
بمبگذاری ایستگاه مرکزی اسلو در سال ۱۹۸۲ یک کشته و ۱۱ مجروح بجای گذاشت. یک فرد ۱۸ ساله محکوم شد. وی ادعا کرد که از راه آهن دولتی نروژ اخاذی کرده بود.
در سال ۱۹۸۵ مسجد نور احمدیه در فروگنر در اسلو با دینامیت منفجر شد. یک زن ۳۸ ساله دچار شوک شده و از دود ناشی از انفجار آسیب دید. این بمب توسط یک نفر از فعالان حزب ملی مردم منفجر شده بود که باعث شد تعداد دیگری از اعضای این حزب دستگیر شوند.

### ۱۹۹۳
در سال ۱۹۹۳، ویلیام نیگارد مورد سوء قصد قرار گرفت. به نظر می‌رسید که این ترور نتیجه کار نیگارد بود که کتاب آیات شیطانی سلمان رشدی را منتشر و از آن دفاع کرده بود. هرالد استانگله این ترور را یک ترور دولتی توصیف کرد. یک فتوا علیه نویسنده، ناشر و هر کس که وی را در این زمینه کمک کند از طرف خمینی صادر شده بود.

### ۲۰۰۶ تا ۲۰۰۹
در سال ۲۰۰۶، سرویس امنیتی پلیس نروژ (PST) در همکاری با پلیس ایتالیا ۱۳ عضو سازمان تروریست اسلامی GSPC را از نروژ اخراج کرد.
در سال ۲۰۰۹، PST علیه ۲۵ اسلام‌گرا که گفته می‌شد برای کارهای تروریستی در نروژ طراحی می‌کردند، وارد عمل شد.

### ۲۰۱۰ تا ۲۰۱۴
یک طرح ترور در نروژ در سال ۲۰۱۰ وجود داشت که سه نفر از اسلام‌گراها دستگیر و سپس محکوم شدند.
در حملات ۲۰۱۱ که توسط یک نفر به نام آندره بهرینگ برویک انجام شد ۷۷ نفر کشته و ۳۱۹ نفر مجروح شدند. این حملات به صورت مرحله‌ای صورت گرفت.
یک اسلام‌گرای نروژی به نام ملا کریکار به جرم تهدید کردن به مرگ، در تاریخ ۲۶ مارس ۲۰۱۲ به پنج سال زندان محکوم شد. او در همین روز به دلیل اینکه دو کرد و ارنا سلبرگ رهبر حزب محافظه کار را به مرگ تهدید کرده بود مجدداً دستگیر شد.
در سال ۲۰۱۴، جهادگراهای داعش اقدام به تهدید تروریستی کردند که باعث شد نروژ اقدامات امنیتی خارق‌العاده‌ای اتخاذ کند.

### ۲۰۱۷
پس از حمله تروریستی ۲۰۱۷ استکهلم، در تاریخ ۸ آوریل همین سال، پس از اینکه یک وسیله‌ای شبیه به یک بمب پیدا شد یک مرد دستگیر شد و به دنبال آن منطقه گرونلند اسلو توسط پلیس بسته شد. این وسیله سپس با روش کنترل از راه دور منهدم شد. این مرد که یک شهروند روسی ۱۷ ساله بود دستگیر و در تاریخ ۹ آوریل متهم شد که وسیله انفجاری غیرقانونی در اختیار داشته‌است. این فرد در سال ۲۰۱۰ به عنوان یک پناهنده وارد نروژ شده بود و برای PST به عنوان کسی که از داعش حمایت می‌کند، شناخته شده بود. این باعث هشیاری پلیس شده و پیش‌بینی کند که در سال آینده حملات تروریستی بیشتری در راه خواهد بود.
در ساعات اولیه صبح ۱۱ آوریل ۲۰۱۷ پلیس یک وسیله مشکوک را در منطقه پورزگرون پیدا کرد. تعدادی از مردم از محل دور شدند و این منطقه بسته شد. یک مرد در این رابطه دستگیر شد. بعداً مشخص شد که این وسیله شبیه به یک بمب بوده و در واقع دروغین بوده‌است.
صبح روز ۱۰ ژوئیه ۲۰۱۷، پلیس به یک آدرس خصوصی در منطقه فیلمار در خارج از لورزنکاگ مراجعه کرده و یک مرد را دستگیر کرد. پس از اینکه پلیس شنید کارمندان اداره اجتماعی تهدید به مرگ شده‌اند در آماده باش قرار گرفت.